# Comisión Permanente de Derechos Humanos (Nicaragua)
La Comisión Permanente de Derechos Humanos (CPDH) es una organización no gubernamental nicaragüense dedicada a la defensa de los derechos humanos. Fue fundada durante la dictadura somocista, el 20 de abril de 1977 en Managua Su actual director es Marcos Carmona.
La CPDH está financiada por la Fundación Nacional para la Democracia de Estados Unidos.